# 총알 탄 사나이 2
《총알 탄 사나이 2》(The Naked Gun 2 1/2: The Smell Of Fear)는 미국에서 제작된 데이빗 주커 감독의 1991년 코미디 영화이다. 1988년 총알 탄 사나이의 시퀄이며, 총알 탄 사나이 시리즈 중 2번째 작품이다. 레슬리 닐슨 등이 주연으로 출연하였고 로버트 K. 웨이스 등이 제작에 참여하였다. 1994년에 총알 탄 사나이 3가 개봉되었다.

## 출연

### 주연
- 레슬리 닐슨
- 프리실라 프레슬리
- O.J. 심슨
- 조지 케네디

### 조연
- 로버트 골렛
- 리차드 그리피스
- 자 자 가보르
- 자클린 브룩스
- 안소니 제임스
- 로이드 보크너
- 팀 오코너

## 한국어 더빙 성우진(MBC, 2000년 2월 4일)
- 김병관 - 프랭크 (레슬리 닐슨)
- 송도영 - 제인 (프리실라 프레슬리)
- 이인성 - 에드 (조지 케네디)
- 이종혁 - 느도버그 (O.J. 심슨)
- 김태훈 - 햅스버그 (로버트 굴렛)
- 권혁수 - 앨버트 (리차드 그리피스)
- 최병학
- 이명숙
- 김명수
- 기경옥
- 이종오
- 엄태국
- 장성호
- 김용준
- 송준석
- 이상범
- 한수림
- 김지영
- 배정민
- 이상훈
- 최한

## 기타
- 공동제작: 존 D. 스코필드
- 협력프로듀서: 마이클 에윙
- 협력프로듀서: 로버트 로캐쉬
- 미술: 존 J. 로이드
- 의상: 타린 드 첼리스